# Zespół Sanfilippo
Zespół Sanfilippo (ang. Sanfilippo syndrome) – choroba genetyczna należąca do lizosomalnych chorób spichrzeniowych. Określana jest też jako mukopolisacharydoza III (MPS III). Wyróżnia się cztery podtypy zespołu Sanfilippo, spowodowane mutacjami w różnych genach i powodującymi różne bloki metaboliczne. Wszystkie typy są rzadkie.
| Typ MPS | Enzym                                                     | Gen     | OMIM   |
| ------- | --------------------------------------------------------- | ------- | ------ |
| IIIA    | Sulfohydrolaza N-sulfoglukozaminy (SGSH)                  | 17q25.3 | 252900 |
| IIIB    | N-alfa-acetylglukozaminidaza (NAGLU)                      | 17q21   | 252920 |
| IIIC    | N-Acetylotransferaza heparano-alfa-glukozaminidu (HGSNAT) | 8p11.1  | 252930 |
| IIID    | N-Acetylglucozamino-6-sulfataza (GNS)                     | 12q14   | 252940 |

## Próby leczenia
Prowadzone są badania nad zastosowaniem genisteiny, która wykazuje pewną skuteczność w wyhamowaniu postępów choroby.
Metodę leczenia z zastosowaniem genisteiny opracował zespół polskich naukowców pod kierownictwem profesora Grzegorza Węgrzyna z Uniwersytetu Gdańskiego.
Amerykańska firma Allievex prowadzi badania kliniczne w fazie II/III nad Enzymatyczną Terapią Zastępczą dla MPSIIIB.